# Escuela de música (película)
Escuela de música es una película de comedia musical mexicana de 1955, dirigida por Miguel Zacarías y protagonizada por Pedro Infante, Libertad Lamarque, Luis Aldás, Lalo González «El Piporro», María Chacón y Georgina Barragán. Esta película es la segunda parte en que Infante y Lamarque protagonizan juntos.

## Sinopsis
Pedro interpreta a un empleado y consejero de un industrial con mucho dinero y Libertad Lamarque a una profesora de canto que se ve obligada a dejar su escuela por no tener suficientes recursos económicos. Gracias a sus aptitudes para el canto, se unirán en una gira por distintos países de América Latina en el curso de la cual interpretarán danzas y canciones folclóricas y típicas de cada país, promoviendo de esta forma la diversidad 
cultural de la región. Lalo González «Piporro» interpreta al propietario de un restaurante en donde da inicio la aventura musical.

## Reparto
- Pedro Infante como Javier Prado
- Libertad Lamarque como Laura Galván
- Luis Aldás como Pablo, padre de Ana María
- Lalo González "El Piporro" como Laureano Garza, dueño de "La Hacienda".
- María Chacón como Ana María.
- Georgina Barragán como Frieda Schweitzer
- Manuel Casanueva como Cobrador
- Julio Daneri como Hombre en hotel
- Ana María Hernández como Mujer en restaurante
- Juan José Laboriel como Mesero
- Concepción Martínez como Mujer en restaurante
- Humberto Rodríguez como Humberto, mayordomo
- Manuel Sánchez Navarro como Capitán.

- Datos: Q16563784